# Svjetski molitveni dan
Svjetski molitveni dan (engl. World Day of Prayer), kršćanski pokret, koji se obilježava prvog petka u ožujku, počevši od kraja 19. stoljeća. Organizira ga međunarodna ekumenska udruga žena različitih kršćanskih Crkvi iz 170 zemalja. Sjedište je u New Yorku.
Započelo je u SAD-u 1884. godine. Mary Ellen James pokrenula je dan molitve, želeći osvijestiti probleme žena oko nje, posebno imigrantica, koje su dolazile u SAD i živjele u teškim uvjetima sa svojim obiteljima. U početku je pokret bio lokalan i nije se razmišljalo o masovnosti. Postepeno se pokret širio među baptistima i po SAD-u, a kasnije i u Europi. Od 1927. godine nazvan je Svjetski molitveni dan žena. Od 1932. godine, izabire se unaprijed jedna zemlja, koja će biti glavna tema, pobliže se upoznaje njena kultura i sakuplja se humanitarna pomoć za žene u toj zemlji. Žene iz izabrane zemlje, pripremaju program i molitve, koje će se moliti u svim zemljama, koje sudjeluju na taj dan. Cilj je upoznati druge kulture, suosjećati s njima, moliti za njih i s njima u duhu zbližavanja kršćana.
U Hrvatskoj se Svjetski molitveni dan obilježava od 1998. godine. Počelo je u Zagrebu, kasnije su se priključili Osijek i Vukovar, a od 2009. i Split i Bjelovar.